# Kumbalgodu
Kumbalagodu hay Kumbalgodu là một thị trấn thuộc taluk Bangalore South, huyện Bangalore Urban, bang Karnataka, Ấn Độ.